# Maison Sager
La maison Sager (en suédois : Sagerska huset) est la résidence du Premier ministre suédois située dans le quartier de Norrmalm au centre de Stockholm (Suède).

## Présentation
Elle est contigüe au Palais Arvfurstens, siège du ministère des Affaires étrangères, également très proche de l'Opéra royal de Stockholm, et fait au face à l'île Helgeandsholmen, qui abrite le siège du Parlement suédois.
Elle a été conçue par l'architecte français Jean Litoux pour Robert Sager.